# Xenylla longicauda
Xenylla longicauda är en urinsektsart som beskrevs av James P. Folsom 1898. Xenylla longicauda ingår i släktet Xenylla och familjen Hypogastruridae. Inga underarter finns listade i Catalogue of Life.